# ATP Challenger Waikoloa
Das ATP Challenger Waikoloa (offizieller Name: Hilton Waikoloa Village USTA Challenger) war ein von 2000 bis 2008 stattfindendes Tennisturnier in Waikoloa Village auf Hawaii. Es war Teil der ATP Challenger Tour und wurde im Freien auf Hartplatz ausgetragen. Paul Goldstein ist mit zwei Einzel- und einem Doppeltitel der Rekordsieger des Turniers.

## Liste der Sieger

### Einzel
| Jahr | Sieger             | Finalgegner     | Ergebnis        |
| ---- | ------------------ | --------------- | --------------- |
| 2008 | Lu Yen-hsun        | Vincent Spadea  | 6:2, 6:0        |
| 2007 | Michael Russell    | Jamie Baker     | 6:1, 7:5        |
| 2006 | Frank Dancevic     | Lu Yen-hsun     | 6:715, 6:2, 6:2 |
| 2005 | Paul Goldstein (2) | Cecil Mamiit    | 6:2, 6:2        |
| 2004 | Dmitri Tursunow    | Alejandro Falla | 7:5, 7:64       |
| 2003 | Robby Ginepri      | Neville Godwin  | 6:3, 6:3        |
| 2002 | James Blake        | Martin Verkerk  | 6:2, 6:3        |
| 2001 | Andy Roddick       | James Blake     | 1:6, 6:3, 6:1   |
| 2000 | Paul Goldstein (1) | André Sá        | 7:5, 6:2        |

### Doppel
| Jahr | Sieger                        | Finalgegner                           | Ergebnis          |
| ---- | ----------------------------- | ------------------------------------- | ----------------- |
| 2008 | Scott Lipsky David Martin     | Satoshi Iwabuchi Gō Soeda             | 6:4, 5:7, [10:7]  |
| 2007 | Brendan Evans Scott Oudsema   | Scott Lipsky David Martin             | 4:6, 6:3, [12:10] |
| 2006 | Michael Kohlmann Cecil Mamiit | Scott Lipsky David Martin             | 6:3, 6:4          |
| 2005 | André Sá Eric Taino           | Sanchai Ratiwatana Sonchat Ratiwatana | 7:62, 3:6, 7:62   |
| 2004 | Scott Humphries Brian Vahaly  | Brandon Coupe Travis Parrott          | 6:3, 7:63         |
| 2003 | Diego Ayala Robert Kendrick   | Levar Harper-Griffith Alex Kim        | 4:6, 7:62, 6:2    |
| 2002 | Gabriel Trifu Glenn Weiner    | James Blake Justin Gimelstob          | 6:4, 4:6, 6:4     |
| 2001 | Paul Goldstein Jim Thomas     | Mike Bryan Paradorn Srichaphan        | 3:6, 6:4, 6:3     |
| 2000 | Jim Grabb Richey Reneberg     | James Blake Cecil Mamiit              | 6:2, 2:6, 6:4     |